# Papa'z Song
"Papa'z Song" is een single van Strictly 4 My N.I.G.G.A.Z., het tweede album van de Amerikaanse rapper 2Pac. De hoogste positie die deze single behaalde in de Billboard Hot 100 was de 87e. In de Hiphop en R&B chart werd de 82e plaats gehaald. Op dit nummer is ook Mopreme Shakur, de stiefbroer van 2Pac, te horen.

## Tracklist
1. Papa'z Song
2. Papa'z (Dabastard's remix)
3. Papa'z Song (Vibe Tribe remix)
4. Peep Game
5. Cradle to the Grave